# Theridion campestratum
Theridion campestratum là một loài nhện trong họ Theridiidae.
Loài này thuộc chi Theridion. Theridion campestratum được Eugène Simon miêu tả năm 1900.